# Janaúba
Janaúba – miasto i gmina w Brazylii, w stanie Minas Gerais.